# Аитов, Давид Александрович
Давид (Дауд) Александрович Аитов (18 июня 1854, Оренбург — 18 марта 1933, Париж) — русский революционер, картограф, дворянин.

## Биография
Из дворян. По национальности татарин. Закончив Оренбургскую военную гимназию, поступил в 1872 году в Михайловское артиллерийское училище в Санкт-Петербурге, где сблизился с революционерами Сергеем Кравчинским, Леонидом Шишко, пропагандировал идеи «крестьянской революции», участвовал (с марта 1874 года) в «хождении в народ». Агитируя в Орловской губернии, познакомился с Александром Маликовым и усвоил его революционную религию богочеловечества. Был арестован и признан виновным на Процессе ста девяноста трёх. В 1878 году выслан в Оренбург под надзор полиции, в 1879 году бежал за границу.
В записках Льва Тихомирова, написанных уже после превращения Тихомирова из народовольца в ультрамонархиста, об Аитове говорится:

Это был очень своеобразный человек. Родом он был татарин и по вере магометанин, хотя, пройдя интеллигентскую школу, в конце концов утратил всякую веру. Крепче у него оказалась нравственная выправка, полученная в семье. Его отец, очень уважаемый в своей татарской среде, был в то же время русским патриотом, то есть заботился о том, чтобы сблизить свой народ с Россией и сделать его причастным общерусской культуре. Он состоял на государственной службе и каким-то образом причислен к дворянству. Правительству он оказывал крупные услуги по рассеянию разных недоумений, кажется, в киргизской степи. В нравственном отношении это был человек чрезвычайной чистоты и свои добрые качества передал сыну. Давид Аитов, превосходный человек в частной жизни, именно поэтому совсем не годился для политики. Ему органически противны были всякое насилие и всякая ложь. Можно удивляться, как он все-таки был захвачен революционным движением в народ, но участие его было незначительно, так что по «Процессу ста девяноста трёх» ему было вменено в наказание предварительное заключение. Не знаю, почему, очутившись на полной свободе, он не захотел оставаться в России и уехал за границу. Вероятно, политические страсти, все более разгоравшиеся в России, делали для него неприятной жизнь на родине. Осевши во Франции, он нашел себе работу и зажил по своему вкусу — тихо, мирно, в труде и семейных заботах, так как он тут же, в Париже, и женился. По этому случаю ему пришлось переменить веру, чтобы иметь возможность обвенчаться, и сделал он это очень оригинально.

В Париже Аитов сотрудничал с французскими издательствами, в 1910—1917 гг. был казначеем основанного Верой Фигнер Парижского комитета помощи политкаторжанам в России, а также казначеем парижской Тургеневской библиотеки. После Февральской революции работал в российском консульстве.
В 1879 году у него родился сын Владимир Аитов — олимпийский чемпион по регби, известный врач и видный деятель русского масонства во Франции. В 1904 году родилась дочь от другой женщины — известная французская пианистка Ирен Аитофф.

## Аитов в науке
В 1889 году изобрёл модифицированную азимутальную проекцию. В ней окружности параллелей деформированны в эллипсы (2:1).